# Dalum Idrætsforening
Il Dalum Idrætsforening (conosciuto anche con l'abbreviazione Dalum IF), è una società calcistica con sede a Odense, in Danimarca. Fondata nel 1911, attualmente gioca nella 2. Division,la terza divisione nazionale.
Assieme al Boldklubben 1909 ed al Boldklubben 1913 ha compiuto una fusione nella stagione 2006-2007 (in quella stagione tutte le tre squadre partecipavano alla 2nd Division West, girone occidentale della terza divisione), formando la nuova squadra del FC Fyn.